# Spilarctia
Spilarctia är ett släkte av fjärilar. Spilarctia ingår i familjen björnspinnare.

## Bildgalleri

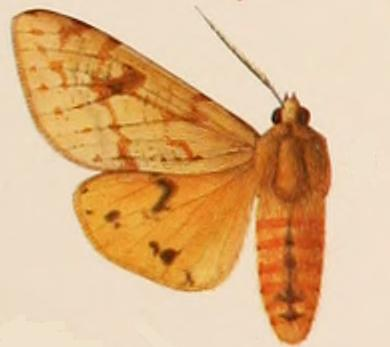
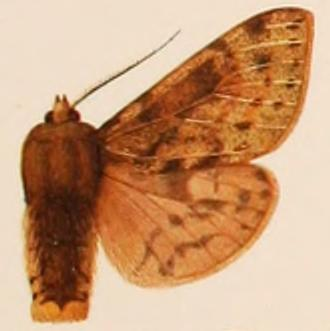
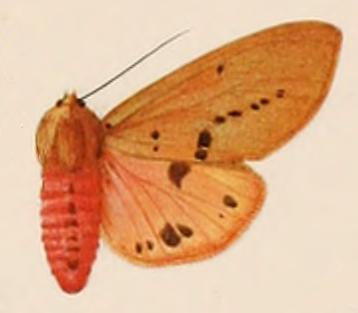
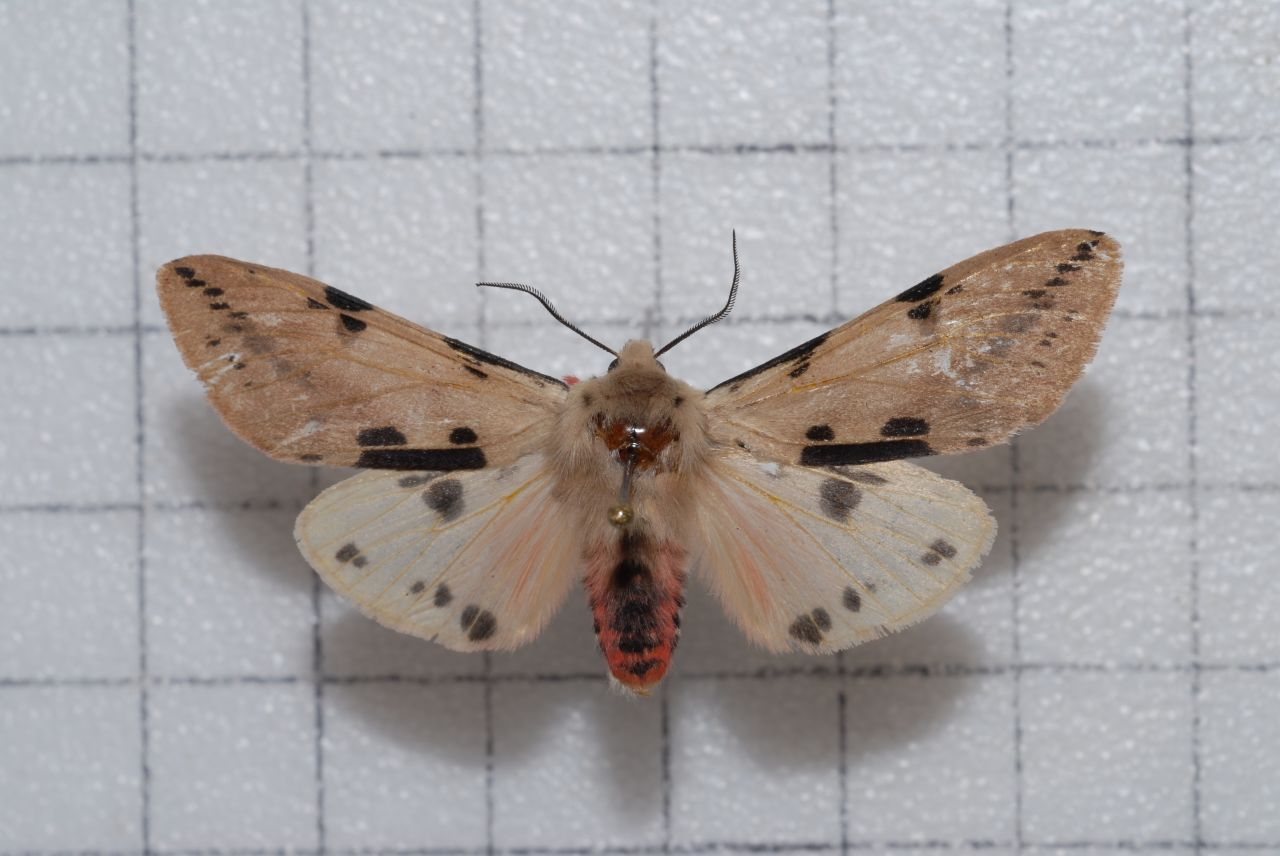
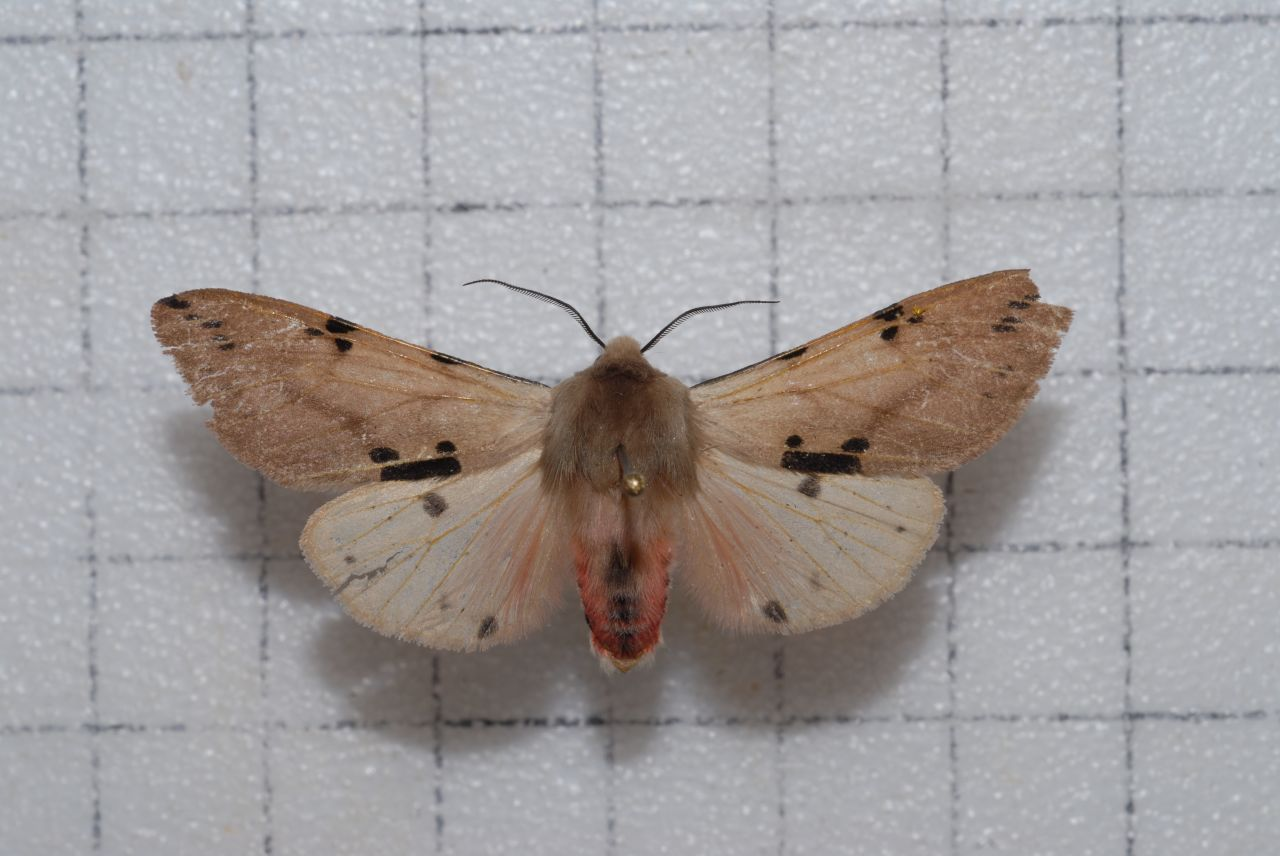
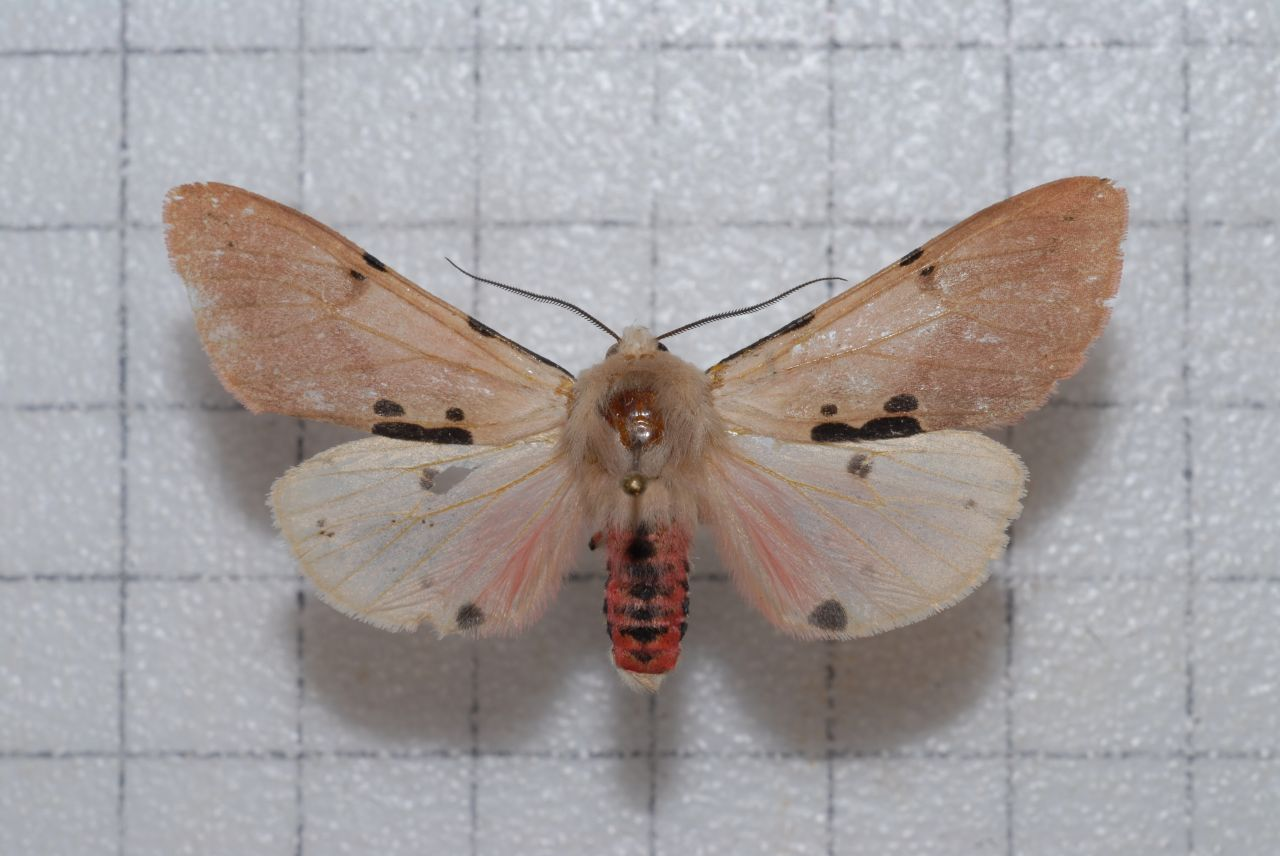